# Taavi Rõivas
Taavi Rõivas [ˈtɑːʋi ˈrɤiʋɑs], född 26 september 1979 i Tallinn, är en estnisk ekonom och liberal politiker. Han var Estlands premiärminister från 26 mars 2014 till 23 november 2016, samt partiledare för Estniska reformpartiet från 6 april 2014 till december 2016. Rõivas var innan sitt tillträde som premiärminister Estlands socialminister från 2012 till 2014.

## Biografi
Rõivas är uppväxt och gick i skola i Tallinn och har en examen i internationell ekonomi och marknadsföring från Tartu universitet. 
Han blev medlem av Estniska reformpartiet 1998 och var från 1999 till 2002 politisk rådgivare till justitieminister Märt Rask. Under perioden 2004–2005 var han distriktsborgmästare i Haabersti i västra Tallinn, samt rådgivare till befolkningsminister Paul-Eerik Rummo från 2003 till 2004. 2005 blev han rådgivare till dåvarande premiärministern Andrus Ansip. Samma år valdes han in i Tallinns stadsfullmäktige. Han blev ledamot av Riigikogu 2007, och omvald 2011.
I december 2012 utsågs han till socialminister och regeringens yngsta minister. Utnämningen skedde i samband med en ommöblering av regeringen Ansip, efter att dåvarande justitieministern Kristen Michal avgått och ersatts av den föregående socialministern Hanno Pevkur.
I februari 2014 tillkännagav premiärminister Andrus Ansip sin avgång inför 2015 års valrörelse, med EU-kommissionären och tidigare partiledaren Siim Kallas som påtänkt efterträdare på premiärministerposten. Kallas inledde regeringssamtal med Socialdemokratiska partiet för att bilda en mittenregering istället för den tidigare liberalkonservativa koalitionen med Förbundet Fäderneslandet och Res Publica. Den 12 mars meddelade dock Kallas att han inte kandiderade till premiärministerämbetet, på grund av mediarapportering omkring hans handlande som chef för estniska centralbanken i början av 1990-talet. Samma dag utstågs Rõivas till ny premiärministerkandidat. 20 mars skrevs koalitionsavtalet under och den 24 mars 2015 bekräftades Rõivas utnämning till premiärminister av Riigikogu. Två dagar senare, den 26 mars, utnämndes regeringen Rõivas formellt av president Toomas Hendrik Ilves. Rõivas blev då den yngsta regeringschefen i EU.
Rõivas ledde Estniska reformpartiet i valet 2015 och partiet förblev största parti. Efter valet bildade han en bred koalitionsregering med Socialdemokraterna samt Förbundet Fäderneslandet och Res Publica. Koalitionsförhandlingarna avslutades 8 april och påföljande dag tillträdde Rõivas andra regering.
Rõivas andra koalitionsregering upplöstes efter en misstroendeförklaring 9 november 2016, då koalitionspartnerna övergivit regeringen enligt vad man angav vara samarbetssvårigheter. Den 23 november efterträddes han på premiärministerposten av Estniska centerpartiets ledare Jüri Ratas. Rõivas lämnade partiledarposten för Reformpartiet i december samma år och efterträddes av Hanno Pevkur.
Efter partiledarskapet valdes Rõivas till vice talman i Riigikogu i december 2016. Han tvingades dock lämna posten i oktober 2017, efter en skandal där flera män i den handelsdelegation från Estland till Malaysia som han lett uppgetts ha trakasserat kvinnliga medlemmar av handelsdelegationen sexuellt i samband med ett barbesök. Han är sedan dess fortsatt verksam som ordinarie ledamot av Riigikogu.

## Familj och privatliv
Rõivas talar förutom estniska även engelska, ryska, ukrainska och finska.
Rõivas är mångårig sambo med och sedan 2017 gift med den estniska popsångerskan och Idoldeltagaren Luisa Värk. Paret har en dotter, Miina Rihanna, född 2009 och en son, Herman, född 2016.